# Boxe aux Jeux olympiques d'été de 1972
Navigation
Mexico 1968 Montréal 1976
Aux Jeux olympiques d'été de 1972, onze épreuves de boxe anglaise se sont disputées du 27 août au 10 septembre 1972 à Munich, RFA.

## Résultats

### Podiums

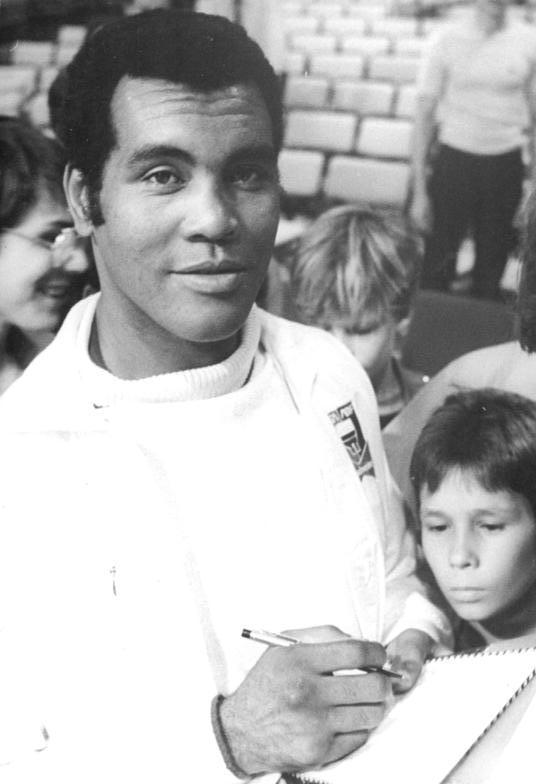
Teofilo Stevenson, vainqueur de la compétition des poids lourds.

| Catégories                    | Or                  | Argent            | Bronze                             |
| Poids mi-mouches (-48 kg)     | György Gedó         | Kim U-Gil         | Ralph Evans Enrique Rodríguez      |
| Poids mouches (-51 kg)        | Georgi Kostadinov   | Leo Rwabwogo      | Leszek Blazynski Douglas Rodríguez |
| Poids coqs (-54 kg)           | Orlando Martínez    | Alfonso Zamora    | George Turpin Ricardo Carreras     |
| Poids plumes (-57 kg)         | Boris Kuznetsov     | Philip Waruinge   | Clemente Rojas András Botos        |
| Poids légers (-60 kg)         | Jan Szczepanski     | László Orbán      | Samuel Mbugua Alfonso Pérez        |
| Poids super-légers (-63,5 kg) | Sugar Ray Seales    | Angel Angelov     | Issaka Dabore Zvonimir Vujin       |
| Poids welters (-67 kg)        | Emilio Correa       | János Kajdi       | Jesse Valdez Richard Murunga       |
| Poids super-welters (-71 kg)  | Dieter Kottysch     | Wieslaw Rudkowski | Peter Tiepold Alan Minter          |
| Poids moyens (-75 kg)         | Vyacheslav Lemeshev | Reima Virtanen    | Prince Amartey Marvin Johnson      |
| Poids mi-lourds (-81 kg)      | Mate Parlov         | Gilberto Carrillo | Isaac Ikhouria Janusz Gortat       |
| Poids lourds (+81 kg)         | Teófilo Stevenson   | Ion Alexe         | Hasse Thomsén Peter Hussing        |

### Tableau des médailles
Un classement des médailles dominé par les boxeurs cubains qui remportèrent trois médailles d'or. 
| Place | Pays                 | Médaille d'or, Jeux olympiques | Médaille d'argent, Jeux olympiques | Médaille de bronze, Jeux olympiques | Total |
| ----- | -------------------- | ------------------------------ | ---------------------------------- | ----------------------------------- | ----- |
| 1     | Cuba                 | 3                              | 1                                  | 1                                   | 5     |
| 2     | Union soviétique     | 2                              | 0                                  | 0                                   | 2     |
| 3     | Hongrie              | 1                              | 2                                  | 1                                   | 4     |
| 4     | Pologne              | 1                              | 1                                  | 2                                   | 4     |
| 5     | Bulgarie             | 1                              | 1                                  | 0                                   | 2     |
| 6     | États-Unis           | 1                              | 0                                  | 3                                   | 4     |
| 7     | Allemagne de l'Ouest | 1                              | 0                                  | 1                                   | 2     |
| -     | Yougoslavie          | 1                              | 0                                  | 1                                   | 2     |
| 9     | Kenya                | 0                              | 1                                  | 2                                   | 3     |
| 10    | Corée du Nord        | 0                              | 1                                  | 0                                   | 1     |
| -     | Finlande             | 0                              | 1                                  | 0                                   | 1     |
| -     | Mexique              | 0                              | 1                                  | 0                                   | 1     |
| -     | Ouganda              | 0                              | 1                                  | 0                                   | 1     |
| -     | Roumanie             | 0                              | 1                                  | 0                                   | 1     |
| 15    | Royaume-Uni          | 0                              | 0                                  | 3                                   | 3     |
| 16    | Colombie             | 0                              | 0                                  | 2                                   | 2     |
| 17    | Espagne              | 0                              | 0                                  | 1                                   | 1     |
| -     | Ghana                | 0                              | 0                                  | 1                                   | 1     |
| -     | Niger                | 0                              | 0                                  | 1                                   | 1     |
| -     | Nigeria              | 0                              | 0                                  | 1                                   | 1     |
| -     | Allemagne de l'Est   | 0                              | 0                                  | 1                                   | 1     |
| -     | Suède                | 0                              | 0                                  | 1                                   | 1     |
| Total | 22 pays médaillés    | 11                             | 11                                 | 22                                  | 44    |